# Леман-Балановская, Инна Николаевна
И́нна Никола́евна Ле́ман-Балано́вская (урождённая Ле́ман; 18 [30] июня 1881, Санкт-Петербург — апрель 1945, Ташкент) — русский и советский астроном.

## Биография
Родилась в дворянской семье, отец занимал видное место в одном из российских министерств. В 1899—1903 годах обучалась на физико-математическом факультете Высших женских Бестужевских курсов.
В 1903 году поступила вычислителем в Гидрологическое управление Санкт-Петербурга.
В 1905 году уехала за границу для продолжения образования, прослушала эпизодический курс лекций в Сорбонне, затем заинтересовалась астрофизикой и поступила в Гёттингенский университет, где училась и работала под руководством профессора Карла Шварцшильда.
В 1910 году с отличием окончила университет и получила учёную степень доктора философии. Вернувшись в Санкт-Петербург, начала работу при астрофизической кафедре Бестужевских курсов, в 1913 году поступила в Пулковскую обсерваторию в качестве вычислителя.
В 1914 году вышла замуж за пулковского астронома И. А. Балановского и уехала с ним в Николаевскую обсерваторию.
В 1918 году Балановские вернулись в Пулковскую обсерваторию, где проработали до 1937 года.
7 сентября 1937 года была арестована по так называемому «пулковскому делу» вместе с группой других пулковских астрономов, в том числе её мужем.
9 октября 1937 года была осуждена на пять лет заключения как член семьи изменника Родины. Наказание отбывала в Нарымском отделении СИБЛАГа НКВД.
Освобождена в 1942 году, реабилитирована 12 июня 1989 года.
В 1943 году работала в Симеизской обсерватории, эвакуированной в годы Великой Отечественной войны в Китабскую международную широтную станцию.
В 1945 году умерла в Ташкенте от сыпного тифа.

## Научная деятельность
Работала преимущественно в области наблюдательной астрономии. Участвовала в создании Одесского звёздного каталога (1905). Занималась наблюдениями переменных звёзд, туманностей, малых планет и комет, обработкой наблюдений спутников Сатурна и шаровых скоплений. Исследовала распределения звёздных классов К5 и М по данным Draper Catalogue, измеряла лучевые скорости звёзд. На микрофотометре Гартманна измеряла фотографические величины звёзд в зонах +60° — +75° и +57°,5 — +77°,5 в соответствии с Потсдамскими фотометрическими каталогами. Занималась исследованием атмосферного поглощения, мерцанием звёзд, в течение многих лет наблюдала переменные звёзды в избранных площадках. Изучала движение кометы Неуймина 2.

## Научные труды
1. Ueber die systematische Bewegung der Sterne (Диссертация), Göttingen, 1911.
2. Ueber die relative Intensitätsäinderung einiger Linien im Spectrum von δ Cephei, 1913 (Изв. ГАО, т.5, № 59).
3. Ueber die relative Intensitätsäinderung der Linien im Spectrum von δ Cephei und S Gemin., 1914 (Изв. Акад. наук).
4. Recherches sur les elements de l’orbite de l'étoile Polaire d’aprés des spectrogrammes prises à Poulcovo, 1914. Изв. ГАО, № 65.
5. О спектре Nova Cygni, 1920.. Сборник статей, ГАО, Петроград.
6. О спектре Nova Aquilae (1918—1924), Петроград, Изв. ГАО. т.9.
7. Положение кометы 1919 III (комета Брорзена-Меткофа 1847 V, независимо открытая Селивановым) при вторичном появлении 1 августа 1919 г.). Сборник статей, ГАО, № 1, 1920.
8. Die vorläufige Elemente des Verändlichen XY Cassiopeiae, Astronom. Nachrichten, 1925.
9. Ueber die Elemente des Spectraldoppelsterns α Geminorum (Известия ГАО, 1925).
10. Ueber die Scheinbare Verteilung des Sterne des Spectraltypen M und K5 (1928, Astronom. Nachrichten).
11. Die Eigenbewegungen der Sterne im offenen Sternhaufen NGC 6885 und in seiner Umgebung (Известия ГАО, 1930).
12. Catalogue der photographischen Grössen der Sterne der Potsdam. Photometrischen Durchmusterung in der Zone + 57°,5 — + 77°,5. 1932, Bulletin de l’Observatoire à Poulcovo.
13. Photographic Light Curves of the Variable VW and UZ Cassiopeiae (Poulc. Circ., 1932).
14. New variables stars in Perseus. (Poulc. Circul., 1934).
15. Nine new variables in Taurus. (Poulc. Circul., 1936), № 16.
16. Investigation of a dark nebula near ξ Persei, Изв. ГАО № 118, 1935.
17. Перевод книги X.Шэпли и X.Кёртиса «Размеры Вселенной», Пг., 1924 г.

## Память
Именем Леман-Балановской названа малая планета (848) Инна, открытая Г. Н. Неуйминым 5 сентября 1915 года в Симеизской обсерватории.